# Weihergraben (Altmühl, Alesheim)
Der Weihergraben ist ein linker Zufluss der Altmühl bei Alesheim im mittelfränkischen Landkreis Weißenburg-Gunzenhausen.

## Verlauf
Er entfließt dem Kühweiher (daher der Name Weihergraben) rund 1800 Meter nordwestlich von Alesheim im Waldgebiet Loholz auf einer Höhe von 438 m ü. NHN Nachdem ihn der Brünnleingraben gespeist hat, durchfließt er den Stöckerweiher. In der Altmühlaue wird er unter dem zum Störzelbach laufenden Störzelgraben hindurchgeführt und fließt gleich danach von links und südwestlich von Alesheim in einen dort begradigten Abschnitt der Altmühl ein.